# Gota fria
Gota fría is een weersverschijnsel.

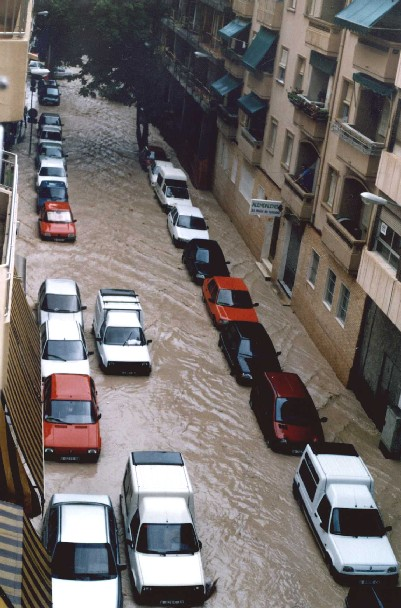
Overstroming in Alicante in 1997, veroorzaakt door een stortbui van 267 mm in een paar uur tijd.

De Middellandse Zee en Spanje, vooral de oostkust en de Balearen, krijgen ongeveer jaarlijks à tweejaarlijks te maken met dit verschijnsel, dat vertaald "koude druppel" betekent. De term "gota Fría" komt van de vertaling van het Duitse woord "Kaltlufttropfen", waarvan de vertaling bij benadering "vallende koude lucht" is. In het Spaans wordt ook vaak de afkorting DANA gebruikt, depresión aislada en niveles altos, ofwel "geïsoleerde depressie op grote hoogte".
Het verschijnsel gaat gepaard met hevige regenval en storm, vaak met windsnelheden tussen de 100 en 200 km/u. Door de grote hoeveelheid regen neemt ook de temperatuur af. Een gota fria is van korte duur.
De oorzaak is kort gezegd het in de nazomer of het vroege najaar botsen van de warme vochtige Middellandse zeelucht vanuit het oosten op de reeds afkoelende Atlantische oceaanlucht vanuit het westen.
Ernstige gota frias waren:
- Overstroming van Valencia. Op 14 oktober 1957 werd de Spaanse stad Valencia getroffen door een grote overstroming van de rivier Turia. Bij de ramp kwamen meer dan 400 personen om het leven. Naar aanleiding daarvan werd de rivier omgeleid.
- Alcoy op 29 en 30 september 1986. Er viel in totaal 700 mm regen, waardoor de rivier Serpis buiten haar oevers trad, bruggen werden weggeslagen en delen van de stad overstroomd raakten.
- Alicante op 30 september 1997. Er viel binnen enkele uren 267 mm regen, waardoor de lager gelegen stadsdelen overstroomden en vier mensen om het leven kwamen.[3]
- 29 oktober 2024 met als gevolg de overstromingen in de provincies Valencia, Teruel, Cuenca, Albacete, Granada en Málaga.[4][5]